# Tauro (astrología)
En astrología, Tauro (♉︎) es el segundo signo del zodiaco y el primero de cualidad fija y negativa/femenina, representado por el toro. Perteneciente a los signos fijos junto a Leo, Escorpio y Acuario. Su signo opuesto y complementario a la vez es Escorpio. Junto a los signos Virgo y Capricornio, pertenece al elemento tierra y es regido por el planeta Venus. Manilio dice que el dios que tutela este signo es Venus y que Tauro rige el cuello.

## Duración
En la astrología tropical, basada en la división en doce partes iguales de 30 grados de la eclíptica, se considera que alguien es del signo Tauro cuando nace aproximadamente entre el 21 de abril al 21 de mayo. Estas fechas varían en función al huso horario del lugar de nacimiento y la fecha del inicio del año astrológico de cada año, dado por el momento del equinoccio de marzo o punto Aries. Debido a lo anterior, algunos años las fechas que definen el periodo que corresponde a Tauro pueden variar cada año y ser:
- del 19 de abril al 20 de mayo[9]
- del 20 de abril al 21 de mayo[10][11]
- del 21 de abril al 21 de mayo[1]

En 2025, el signo de Tauro inicia el 19 de abril a las 19:55 UTC+0 y termina el 20 de mayo a las 18:54 UTC+0.
En la astrología sideral, basada en el tránsito del Sol sobre las constelaciones, se considera que alguien es de signo Tauro  cuando nace aproximadamente entre el 15 de mayo y el 14 de junio.

## Descripción
Tauro es el segundo de los doce signos zodiacales, luego de Aries, y el primero de la triplicidad de tierra, junto a los signos de Virgo y Capricornio. El signo rige la garganta. Su glifo está representado por un círculo copado por astas que puede hacer referencia a la cabeza de un toro o vaca. 
Este signo pertenece a los llamados signos de cualidad fija, junto a Leo, Escorpio y Acuario.

### Decanatos
Al dividirse la eclíptica en doce divisiones de 30 grados de la eclíptica da lugar a los doce signos zodiacales. Luego, cada división de 30 grados se divide en tres partes iguales de 10 grados dando lugar a los tres decanatos, drekkanas o fases por cada signo y a los 36 decanatos del zodiaco regidos cada uno por un planeta.
De acuerdo a las triplicidades, Tauro se divide en tres decanatos de 10 grados en el siguiente orden: el primer decanato regido (o gobernado) por el planeta Venus, el segundo por Mercurio y el tercero por Saturno.
De acuerdo a la astrología caldea según Claudio Ptolomeo, los decanatos para Tauro son Mercurio, Luna y Saturno.

## Mitología
Es el escritor y general romano Germánico quien en el siglo I d. C. al hacer una traducción libre del Phainomena de Arato, asocia el mito griego de Zeus  a la constelación y signo de Tauro. En este mito, Zeus, bajo la forma de un toro, secuestra y traslada a Europa, hija de Agénor, a la isla de Creta:

(535) Corniger hic Taurus, cuius decepta figura

Europe, thalamis et uirginitate relicta,

Per freta sublimis tergo mendacia sensit

Litora, Cretaeo partus enixa marito.
(535) Aquí se encuentra el astado Toro, por cuyo aspecto engañada,

Europa, tras abandonar su morada y su virginidad,

descubrió el engaño al ser llevada en lo alto de sus lomos

a través de mares y costas, esforzándose en parir para su marido cretense.
Los Fenómenos de Arato por Germánico, circa 14 a 19 d. C.

Luciano de Samósata asoció en De astrologia el signo zodiacal de Tauro al buey Apis de la mitología egipcia. Por su parte, Eusebio de Cesarea lo asoció a la diosa fenicia-cananea Astarté, vinculada al planeta Venus.
El mito sobre el catasterismo del Toro tiene hasta cinco versiones:
- La primera versión nos dice que al toro se lo colocó entre los astros por haber llevado a Europa desde Fenicia hasta Creta con seguridad atravesando el mar, según cuenta Eurípides, en atención a esto se encuentra entre las constelaciones más visibles, habiendo recibido este honor de Zeus. O bien el catasterismo tiene la forma del propio Zeus metamorfoseado en el toro.[22]
- La segunda versión se refiere al toro de Creta con el que copuló Pasífae.[23]
- La tercera versión se refiere al toro de Maratón, que vivió en el Ática haciendo estragos hasta que lo mató Teseo.[23]
- La cuarta versión nos dice que Zeus honró a Ío, que se transformó temporalmente en una vaca, colocando una imagen suya en esa forma en el cielo; en esa forma no se le diferencian bien los cuartos traseros y su género queda ambiguo.[23]
- La quinta versión dice que el toro forma una imagen celeste con su vecino Orión, el gran cazador parece amenazarlo con su garrote.